# Aleuritopteris krameri
Aleuritopteris krameri är en kantbräkenväxtart som först beskrevs av Adrien René Franchet och Sav., och fick sitt nu gällande namn av Ren-Chang Ching. Aleuritopteris krameri ingår i släktet Aleuritopteris och familjen Pteridaceae. Inga underarter finns listade.